# Tous les possibles
Tous les possibles est un roman de Valéry Coquant paru en 2004.

## Le roman

### Motivation
Valéry Coquant se rend compte que les médias ne parlent que de deux sortes de jeunes : les jeunes casseurs de banlieues et les jeunes people.
La majorité des jeunes se retrouvent donc exclus de l'intérêt de notre société de consommation.
Valéry Coquant a donc voulu raconter l'histoire de ceux dont on ne parle jamais, les problèmes qu'ils rencontrent pour se faire une place dans la vie...

### Synopsis
L'action se passe de nos jours. On suit une bande de copains pendant les cinq années qui suivent le bac. C'est le temps des espoirs, des premières désillusions... La recherche d'un statut social.
Certains sont prêts à tout pour y accéder, prenant parfois des chemins de traverses illégaux... Maxime Jacoby devra donc choisir. Sucombera-t-il à la facilité et au trafic d'art ?

## Personnages
Les personnages sont nombreux. Certains réapparaissent dans d'autres livres de Valéry Coquant.
- Alexandre Kolin : personnage principal. Jeune un peu naïf, très doué pour le dessin. Il réapparait comme personnage secondaire dans Reine d'Argent, du même auteur
- Rodenski : ami fantasque de Maxime Jacoby, adepte de l'argent facile

## Récompenses
Ce livre a reçu deux récompenses lors de sa sortie :
- la médaille de Vermeil 2004 de l'Académie des Sciences, Arts et Lettres d'Arras.
- le Prix d'excellence 2004 Renaissance Française

## Éditions
Ce livre a été publié par les Editions Saint Martin à Roubaix en 2004.

## Ressources bibliographiques